# 和泉寺 (徳島県上板町)
和泉寺（わせんじ）は、徳島県上板町にある高野山真言宗の寺院。山号は歴劫山。本尊は十一面観世音菩薩。阿波西国三十三観音霊場26番札所。阿波北嶺薬師霊場3番札所。

## 歴史
天平年間（729年-749年）の創建で、本尊である十一面観世音菩薩は行基によって作られたと伝わる。
また、空海が四国巡礼の際に何日間も当地で真言の修法を行ったという言伝えが残されている。

## 伽藍
- 山門
- 本堂：十一面観音と薬師如来を祀る
- 本堂前の観音石像：上板の古道観音道の起終点で、大山寺まで33丁でカウントダウンで参道に石像が並ぶ。

なお、古道観音道に石像が現存するのは、33・32・30・29・28・25・23・22・21・20・地蔵尊・19・18・17・13・12・11・10・9・8・7・6・4・3・2・1である。

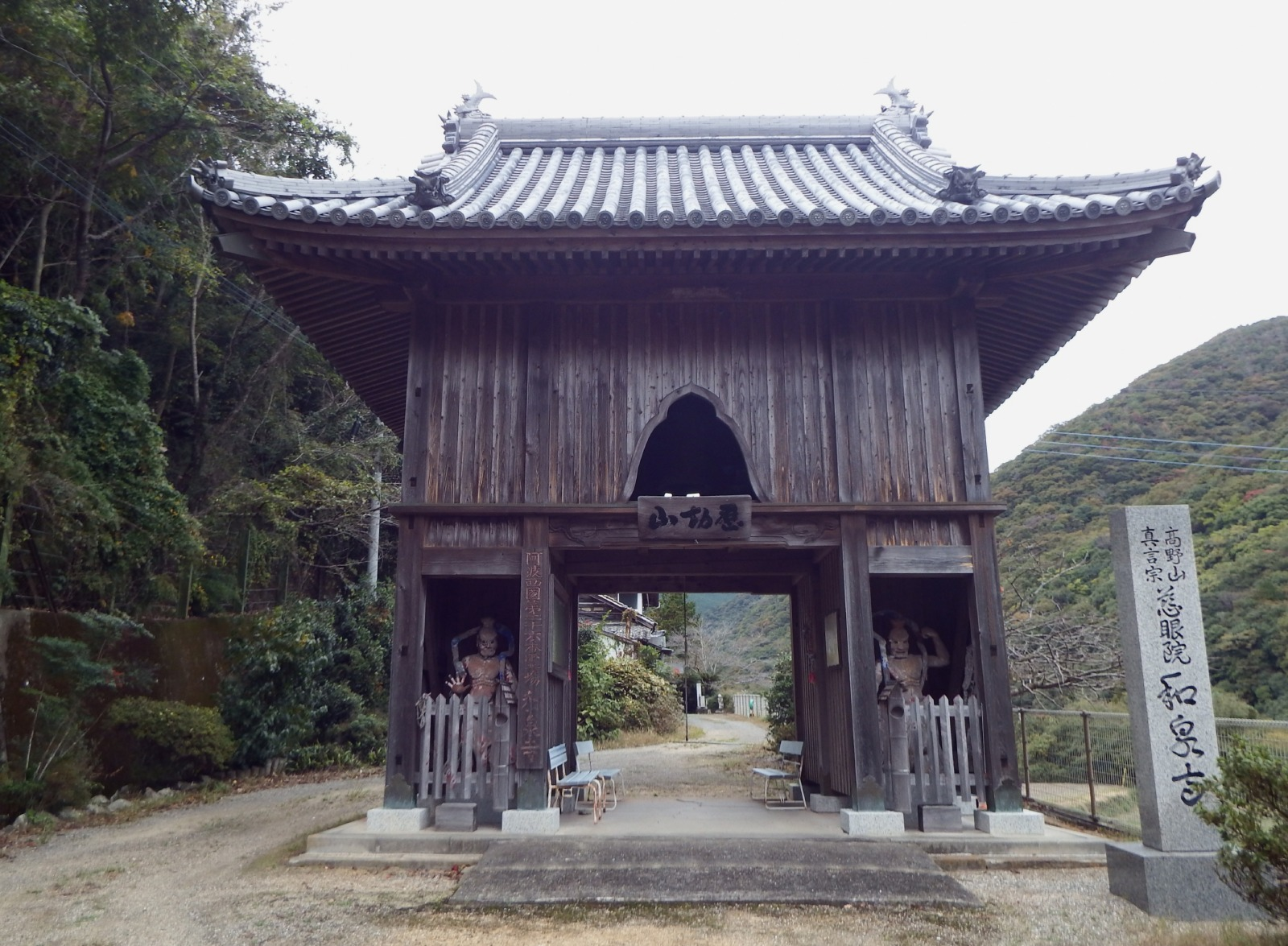
和泉寺　山門

## 交通
- 徳島自動車道「土成インターチェンジ」及び「板野インターチェンジ」より車で約20分。
- JR徳島線「牛島駅」より車で約20分。